# Mercedes Pinto
Mercedes Pinto Armas de la Rosa y Clos (La Laguna, Tenerife; 12 d'octubre de 1883-Ciutat de Mèxic, 21 d'octubre de 1976) va ser una escriptora (narradora, poeta, dramaturga) oradora i periodista espanyola. Anomenada des de molt jove «la poetisa canaria».
Es donà a conèixer sobretot amb la seva primera novel·la (Él, 1926), que Luís Buñuel portaria al cinema el 1952, i per una polèmica conferència pronunciada a la Universitat Central de Madrid (El divorcio como medida higiénica, 1923), que comportaria la seva deportació, dictada pel dictador Primo de Rivera. Va ser una dona polifacètica, amb obra prolífica, implicada en activitats socials, culturals i polítiques, i avançada en les seves idees feministes. La major part de la seva obra literària (novel·les, poesia, teatre i una àmplia producció periodística) es va desenvolupar als diferents països d'Hispanoamèrica, on va residir des de 1924 fins a la seva mort, el 1976.

## Biografia

### Primers anys
Va néixer a Sant Cristóbal de la Laguna el 12 d'octubre de 1883, en el si d'una família culta i acomodada, filla d'Ana María d'Armes Clós i de l'escriptor i crític literari Francisco María Pinto de la Rosa, que va morir quan Mercedes tenia dos anys. Va ser coneguda, des de molt jove, com la poetisa canaria, ja que tot just amb 14 anys, ja havia obtingut guardons en diferents concursos d'àmbit regional.
En 1909 va contreure matrimoni amb el capità de la Marina Juan de Foronda i Cubillas, amb qui va tenir tres fills. Després d'uns anys complicats, marcats pels problemes mentals que patia el seu marit, va aconseguir internar-lo en una clínica psiquiàtrica i es va traslladar a Madrid en els anys 20, on va establir amistat, entre d'altres, amb Ortega y Gasset, Carmen de Burgos i Unamuno. Allí va conèixer Rubén Rojo, que seria el seu segon marit i amb qui va tenir dos fills més.
Llavors va començar les col·laboracions amb prestigiosos diaris i revistes espanyols com Prensa Gráfica, La Acción o Lecturas, i sent també secretària de la revista Los Ciegos. El 1921 publica el seu primer llibre de versos, Brisas del Teide. També en aquesta època va iniciar la seva labor com a conferenciant i feminista en la Liga Internacional de Mujeres Ibéricas e Hispanoamericanas que presidia la seva amiga Carmen de Burgos.

### Exili a l'Uruguai
El fet que va marcar la seva trajectòria i el seu ulterior pelegrinatge va ser la innovadora ponència que el 25 de novembre de 1923 va llegir a la Universitat Central de Madrid: El divorcio como medida higiénica, raó per la qual va ser bandejada a Bioko (abans Fernando Poo, a Guinea Equatorial) per ordre del dictador Primo de Rivera. Informada de l'ordre de desterrament, va decidir exiliar-se a l'Uruguai juntament amb Rubén Rojo i els seus fills Juan Francisco i el petit Rubén, de dos anys, i Ana María i Mercedes (nascudes del seu matrimoni amb Juan de Foronda i Cubillas). Ja a Lisboa, ciutat des de la qual partirien cap a Montevideo, va morir el seu fill primogènit, Juan Francisco, de tan sols 15 anys, a conseqüència d'una greu malaltia. El seu cinquè fill, Gustavo, naixeria durant la travessia per l'Atlántic.
A Uruguai, on va poder casar-se legalment, va disposar de càrrecs especials en el Govern, sent la primera dona oradora del gabinet. Va fundar a casa seva la Casa del Estudiante per a la promoció cultural en amplis sectors socials, on va comptar amb convidats de la talla de Rabindranath Tagore, Luigi Pirandello o Alfonsina Storni. A més va fundar la revista Vida Canària. En aquest temps (1926) va escriure la seva novel·la més coneguda, Él, que va ser adaptada per Luis Buñuel al cinema l'any 1952, i altres obres com Cantos de muchos puertos o Un señor cualquiera, estrenada aquesta última al Teatre Solís de Montevideo el 1930. Així mateix va treballar en revistes com Mundo Uruguayo i en el diari El Dia. També a la capital uruguaiana va crear la seva pròpia companyia de teatre, la Compañía Teatral de Arte Moderno, en què figura com a assessora literària i directora artística i en la qual debuten al món de la interpretació tots els seus fills, Ana María i Pituka de Foronda, Rubén Rojo i Gustavo Rojo. Va ser ajudada per Jaime Torrubiano Ripoll, que prologaria la seva novel·la Él. Aquest seria el punt de partida d'una llarga gira que la portà a recórrer diferents nacions de Sud-amèrica. Desplaçaments professionals que compaginà amb la seva activitat com a pedagoga: convidada pel Govern paraguaià per a la celebració de les festes de la Independència, participa com a conferenciant en un esdeveniment que tingué lloc a la Universitat d'Asunción; a l'Argentina impartí unes coferències sobre el tema de la dona a la Universitat Nacional de Tucumán; a Bolívia continuà duent a terme diferents campanyes d'educació popular paral·leles a les representacions de la seva companyia teatral.

### Periple per altres països hispanoamericans
El 1933 es va traslladar amb la seva família a Xile, on va conèixer Pablo Neruda, que, impressionat per la personalitat de la canària, li dedicaria uns versos. Va ser en aquest país on va publicar també la seva segona novel·la, Ella, el 1934. Entre 1935 i 1943 va residir a Cuba, on va efectuar una tasca ingent en defensa de la República Espanyola i va ocupar el lloc d'Educadora de conferenciants. També a l'illa caribenya va alçar la veu en favor del poble jueu intentant solidaritzar la població cubana amb els refugiats que arribaven fugint de la barbàrie nazi. Finalment, el 1943, quan ja havia mort el seu segon marit, es va instal·lar de manera definitiva a Mèxic, on els seus fills van començar la seva carrera al cinema mexicà. En tots aquests llocs (Xile, Cuba i Mèxic) Mercedes Pinto va desenvolupar una intensa activitat com a oradora i dramaturga, declarant-se com una gran defensora dels drets de les dones, la classe obrera, i la modernització de l'educació. El 1953 va participar en un cicle sobre Art Contemporani que es va desenvolupar en el Círculo de Bellas Artes de Santa Cruz de Tenerife. També va residir algunes temporades a Madrid, ja que els seus fills homes començaven a intervenir en el cinema espanyol, fins i tot ella va aparèixer, com a artista convidada, en dues produccions cinematogràfiques: El coleccionista de cadáveres (Santos Alcocer, 1966) i Días de viejo color (Pedro Olea, 1967). Malgrat aquestes visites esporàdiques mai va romandre gaire temps en l'Espanya franquista. Fins al moment de la seva mort va mantenir una intensa activitat periodística, i publicà les seves últimes col·laboracions al suplement Los Jueves de Excelsior.

Mercedes Pinto va morir a Mèxic D.F. el 21 d'octubre de 1976, a l'edat de 93 anys. Com a epitafi de la seva tomba en el Panteó Jardí de la Ciutat de Mèxic figuren els primers versos del poema que al seu dia li va dedicar Pablo Neruda:

"Mercedes Pinto vive en el viento de la tempestad, con el corazón frente al aire, con la frente y las manos frente al aire, enérgicamente sola, urgentemente viva. Su cabeza se arrolla y desarrolla en palabras que la rodean como rizos, erigiéndose como gorgona vocal y eléctrica; segura de aciertos e invocaciones; temible y amable en su trágica vestidura de luz y llamas" Pablo Neruda.

## Obres principals
- Obres teatrals: Un señor cualquiera (1930), Silencio (1929), Una mujer, Ana Rosa (1932).
- Poemaris: Brisas del Teide (1924), Cantos de muchos puertos (1931), Más alto que el águila (1968).
- Assaig: Las Poetisas. Ofelia Machado, Sarah Bollo, Luisa Luisi, María Eugenia Vaz Ferreira (1930); El divorcio como medida higiénica (1923); La emoción de Montevideo (1949)
- Novel·les: Él (1926), Ella (1934), El alma grande del pequeño Juan (1950).
- Cinema: El coleccionista de cadáveres (1966), Días de viejo color (1967).
- Artícles periodístics i conferències